# De Ark (Bergen op Zoom)
De Ark is een protestants kerkgebouw in de Noord-Brabantse stad Bergen op Zoom, gelegen aan de Williamstraat 7.

## Geschiedenis
Deze kerk werd in 1923 gebouwd als kerkgebouw voor de Hervormde Evangelisatievereniging. De hervormden beschikten weliswaar over de grote Sint-Gertrudiskerk, maar deze was feitelijk te groot voor bepaalde activiteiten. In 1966 werd de Sint-Gertrudiskerk afgestoten en werd De Ark een hervormde kerk. Vanaf 1995 hielden de hervomden, samen met de gereformeerden, hun bijeenkomsten in de Ontmoetingskerk. De Ark werd sindsdien gebruikt door de Evangelische Baptistengemeente.

## Gebouw
Het betreft een eenvoudig bakstenen kerkje zonder toren met stijlelementen van de Amsterdamse School.